# Контепоми, Мануэль
Мануэль Контепоми (исп. Manuel Contepomi, родился 20 августа 1977 в Буэнос-Айресе) — бывший аргентинский регбист, выступавший за сборную Аргентины на позиции трёхчетвертного. Бронзовый призёр чемпионата мира 2007 года.

## Карьера
Мануэль Контепоми родился в Буэнос-Айресе. Его брат-близнец Фелипе также регбист, многолетний капитан аргентинской сборной.
Спортивную карьеру Мануэль начал в 1996 году в составе аргентинской команды Ньюмен, за которую играл вместе с братом до его переезда в Англию. В сезоне 2005/06 играл в Бристоле, где до него играл Фелипе. После непродолжительного европейского отрезка карьеры вернулся в родной Ньюмен, где и завершил карьеру в 2008 году.
В составе национальной сборной дебютировал в 1998 году и сыграл за «пум» более 30 матчей. Участник трёх чемпионатов мира (1999, 2003, 2007). Всего на мировых первенствах сыграл 13 матчей и заработал 3 попытки (в 2003 году в игре с Намибией, а через четыре года против тех же намибийцев и в полуфинале против сборной ЮАР). В 2007 году впервые в истории аргентинского регби завоевал бронзу мирового первенства.